# 85-я гвардейская стрелковая дивизия
85-я гвардейская стрелковая дивизия — формирование (соединение, стрелковая дивизия) РККА (ВС СССР) во время Великой Отечественной войны. Участвовала в боях на западном направлении.
Полное действительное наименование — 85-я гвардейская стрелковая Рижская Краснознамённая дивизия

## История
Образована 10.04.1943 г. на базе частей 118-й стрелковой дивизии (2-го формирования). В состав дивизии вошли 249-й, 251-й, 253-й гв. стрелковые и 188-й гв. артиллерийский полки.
Боевой период:
10.4.1943-9.5.1945
С апреля 1943 года и до конца войны в составе 19-го гвардейского стрелкового Сталинского Сибирского корпуса 10-й гвардейской армии на Западном фронте.

### Боевой путь
«За проявленные в боях отвагу, героизм и мужество, за умелое выполнение приказов командования, организованность и дисциплину в борьбе с немецко-фашистскими оккупантами» приказом Народного Комиссариата обороны от 01.01.01 года 118-я стрелковая дивизия была преобразована в 85-ю Гвардейскую стрелковую дивизию.
Частям и подразделениям также была присвоена нумерация:
398-й полк преобразован в 249 Гвардейский стрелковый полк;
463-й полк преобразован в 251 Гвардейский стрелковый полк;
527-й полк преобразован в 253 Гвардейский стрелковый полк;
604 артполк — в 188 Гвардейский артиллерийский полк.
Командиром дивизии оставался А. Я. Веденин, военным комиссаром — полковой комиссар П. И. Петров и начальником штаба — полковник П. Ф. Зайцев.
30 апреля 1943 года дивизия вошла в состав 15 Гвардейского корпуса 10-й Гвардейской армии.
В мае дивизия была отведена в тыл, в район Третьяково, Голочево, Бородино — в 18 км северо-западнее Вязьмы, для переформирования и подготовки к новым боям.
С 14 по 21 июля 85 Гвардейская стрелковая дивизия совершила 120 километровый марш и сосредоточилась в районе Рисавы, Смоленской области.
Летом и осенью 1943 года Советская Армия главный свой удар наносила в район Курска. Войска Западного фронта в это время готовили Смоленскую операцию, в которой должны были разгромить северное крыло группы армии «Центр», овладеть рубежом Смоленск — Рославль и в дальнейшем развивать наступление на Витебск, Оршу и Могилёв.
10-я Гвардейская армия в этой операции готовила так называемый «Рисавский прорыв», в котором решающая роль отводилась 85-й Гвардейской дивизии…
7 августа 1943 года по всему Западному фронту прогремела мощная артиллерийская подготовка и началась Смоленская наступательная операция.
В 6 часов 30 минут «Рисавский прорыв» начала 85-я Гвардейская стрелковая дивизия. В бою особенно отличился 2-й батальон 253-го полка — командир батальона лейтенант Курганов, парторг роты ефрейтор Тихомиров и комсорг роты красноармеец Шестаков.
В результате умелого использования местности, применения смелого манёвра, активных ночных действий была прорвана сильно укреплённая оборона немецких войск и обеспечено успешное начало Смоленской наступательной операции.
Дивизия прошла с боями 200 км, форсировала 6 речных преград. Было освобождено более 100 населённых пунктов. На оршанском направлении дивизия в октябре-ноябре 1943 года вела «бои местного значения», которые принимали весьма ожесточённый характер. Например, с 14 по 18 ноября разгорелся бой за Новое Село, крупный опорный пункт противника на Минском шоссе.
В период боёв за Новое Село в дивизию прибыла делегация Горьковского обкома партии, возглавляемая А. А. Перминовой. Делегация привезла два вагона подарков от трудящихся Горьковской области…
30 января началось наступление, целью которого было перерезать в районе Маево железную дорогу и шоссе Новосокольники-Идрица.
Дивизия продвинулась на 30 км, после чего была выведена во второй эшелон. С 13 по 30 марта дивизии совершила переход в район Пушкинский Гор. В дальнейшем дивизия выполняла задачу по прорыву обороны врага.
С 11 апреля дивизия перешла к обороне. В конце апреля дивизия приняла новый участок обороны на северном берегу Сороти. В течение всего мА проводилась усиленная подготовка подразделений, частей и штабов к летнему наступлению и освобождению Прибалтики.
С 31 мая по 4 июня дивизия из района Пушкинских гор совершила 80 км марш на Опочкинское направление.
В это время к командованию дивизией приступил полковник С. С. Черниченко. Новый командир дивизии решил прорвать оборону противника на участке Леонков-Давыдково. Наступление началось вечером 10-го в 19.30. Не прекращая боевых действий и ночью, 249 и 251 полк к 4 часам утра 11 июля заняли Кудеверь.
16 июля, сходу прорвав оборону противника, 253 стрелковый полк дивизии первым пересёк Восточную границу Латвии и вёл упорные бои за город Резекне.
23.7.1944 г. дивизия в составе 15-го гв.ск после артналёта форсировала реку Ритупе и на следующий день овладела плацдармом на её западном берегу.
27 июля 1944 года в Москве впервые прозвучал салют из 220 орудий в честь победы советских войск в Латвии.
«За образцовое выполнение заданий командования в боях с немецко-фашистскими захватчиками, за овладение города Резекне и проявленные при этом доблесть и мужество», Указом Президиума Верховного Совета СССР от 9 августа 1944 года 85-я Гвардейская стрелковая дивизия была награждена Орденом Красного Знамени.
За боевые заслуги в Режецко-Двинской операции с 10 июля по 27 августа правительственные награды получили 2574 солдата и офицера…
После непродолжительного отдыха дивизия включилась в наступательные бои в Лубанской низменности. В то время на всём этом участке были сплошные непроходимые болота и не было не одной дороги. Началась тяжёлая и упорная борьба за каждую тропу, продолжавшаяся 10 суток. Героические подвиги совершили подразделении 251 полка под командованием подполковника Грищенко и 253 полка под командованием полковника Мызникова. С большими трудностями пробивались они через болота и топи.
К утру 8 августа Лубана была полностью очищена от немцев. В этих боях 8 августа погибли 10 офицеров штаба дивизии, 4 сержанта и 7 рядовых, в том числе 2 женщины.
В приказе по войскам 2-го Прибалтийского фронта генерал армии А. И. Ерёменко писал: «Переход через Лубанские болота есть выдающийся воинский подвиг. На этой гнилой местности, протянувшейся на десятки километров, гитлеровские генералы считали невозможным вести боевые действия, однако советские воины шли по наспех проложенным гетям, пробираясь вперёд по пояс, а то и по горло в болотной воде, перетаскивая на себе оружие, и победили. Честь и лава бойцам и офицерам Лубанского похода».
С 10 по 13 августа после 32-километрового перехода от озера Лубанас дивизия вступила в ожесточённые бои в 10 км севернее Мадони.
19 августа противнику был нанесён мощный удар. В прорыв был введён 7-й гвардейский корпус. Вплоть до сентябрьского наступления на Ригу, дивизия в полосе корпуса неоднократно занимала оборону, выводилась во второй эшелон, а иногда с незначительными продвижениями на некоторых участках.
В начале сентября Ставка Верховного Главнокомандования поставила 2-му и 3-му Прибалтийским фронтам задачу — разгромить немецкую группировку севернее Даугавы и освободить Ригу. 12.09.1944 г. части дивизии, заметив отход противника с позиций на участке Цесвейне-оз. Лиеэзерс, немедленно переходят в наступление на 2 дня раньше намеченного срока. Началась Рижская операция (1944).
Дивизия включилась в наступление 19 сентября. До Риги оставалось ещё 100 км. Эта сотня километров преодолевалась с ожесточёнными и кровопролитными боями, в которых бойцы и командиры проявили величайшее напряжение всех своих физических и духовных сил. В течение 27 суток от врага приходилось отвоёвывать каждый метр земли.
8 октября дивизия достигла Саласпилса. Гитлеровцы оставили свои позиции в Саласпилсе и, уходя, зажгли бараки Саласпилского концентрационного лагеря. Дивизия освободила из этого лагеря 1200 человек советских военнопленных.
Дальнейшее наступление дивизии по северному берегу Даугавы было приостановлено. Участок Саласпилса был передан 3-му Прибалтийскому фронту…
Дивизия перешла на левый берег Даугавы в новый район, сосредоточившись в 2 км южнее Рамавы. Действуя во втором эшелоне 15-го Гвардейского стрелкового корпуса, дивизия 15 октября, вслед за 30 Гвардейской стрелковой дивизией, вошла в Ригу и принимала участие в освобождении левобережной части города от немецких войск.
Была закончена Рижская операция, продолжавшаяся 33 дня. Личный состав дивизии проявил в ней высокие боевые качества, не раз решал боевые задачи корпуса.
Немецкие войска группы армии «Север», покинув Ригу, сосредоточили свои силы в Курляндии. 85-я дивизия принимала участие в боях против Курлядской группировки. Она с ожесточёнными боями продвинулась на 10 км, освободила 27 крупных населённых пункта, отразила в ходе наступления 14 контратак.
В трудных лесных условиях, при бездорожье и осенней распутице войска были обеспечены работниками тыла всем необходимым для жизни и боя. Шофёр Н. Ф. Антонов с мая 1943 года по сентябрь 1944 года на своей автомашине прошёл путь 83500 км. Под Ауце обеспечил 253 полк боеприпасами, трое суток без отдыха работал на подвозе, а обратно отвозил раненых.
Лейтенант медицинской службы Валентина Бандурина оказала помощь более чем 100 раненым, имела 4 награды.
Аля Грищенко, дважды награждённая орденами, вынесла с поля боя 23 раненых с оружием.
Санитары П. Е. Малышев и И. Е. Ликарпенко только в одном бою за два дня вынесли с поля боя на себе по 25-30 раненых с оружием.
3 ноября 1944 года приказом Верховного Главнокомандования дивизии за отличия в боях по освобождению Советской Латвии и её столицы города Риги было присвоено наименование «Рижская». С этого дня она стала именоваться 85-я гвардейская стрелковая рижская краснознамённая дивизия.
За весь осенне-зимний период с Курлядской группировкой врага дивизия прошла 126 км, из них значительную часть с боями. Воины совершили подвиги. За боевые заслуги 6295 бойцов, командиров дивизии были отмечены правительственными наградами. Горьковский сержант М. В. Дубровин 27 октября в районе Лидиуме проделал четыре прохода в минном поле, снял ещё 27 мин и обеспечил безопасный проход части. В последующем он продолжал участвовать в боях против Курлядской группировки врага.
С декабря 1944 года по март 1945 года дивизией командовал полковник П. Ф. Зайцев, начальником штаба стал полковник Я. Т. Амелин, а начальником политотдела — подполковник Асламов В. И.
После тяжёлых и изнурительных боёв в исключительно неблагоприятных метеорологических и природных условиях большую часть января 1945 года дивизия находилась в обороне. Это время было использовано для первоочерёдного отдыха в тылу личного состава и проведения на местности ряда учений.
Было проведено показное занятие для всего командного состава на тему «Бой в глубине обороны и закрепление захваченного рубежа». Дивизия торжественно отметила трёхлетие со дня своего формирования. В связи с этим состоялся парад и командующим 10-й Гвардейской армией был вручён орден Красного Знамени.
23 января дивизия получила новую задачу — вести бои на Салдусском направлении. Поставленная перед дивизией цель — активными действиями совместно с другими соединениями корпуса вынудить противника вернуть обратно часть сил, направлены в Германию, была выполнена.
С 24 марта дивизия перешла к обороне.
В составе армии дивизия участвовала в блокирование Курляндской группировки противника. С апреля 1945 года в составе Ленинградского фронта.
День Победы дивизия встретила в районе Занениски, в 15 км юго-западнее Салдуса.
С 10 мая дивизия на своём участке начала приём капитулирующих немецких войск.
Боевые трофеи дивизии:
захвачено в плен 835 и уничтожено около 40 тыс. солдат и офицеров противника;
захвачено танков 166 и уничтожено 51;
захвачено орудий 273 и уничтожено 214, сбито 14 самолётов;
уничтожены и захвачены тысячи пулемётов, винтовок и автоматов;
16 складов боеприпасов, сотни автомашин и много другого военного снаряжения.

### В послевоенный период
В составе ПрибВО. Расформирована в 1946 году

## Состав
Новая нумерация частям дивизии присвоена 10.5.43 г.
- 249-й гвардейский стрелковый полк,
- 251-й гвардейский стрелковый полк
- 253-й гвардейский стрелковый полк,
- 188 гвардейский артиллерийский полк,
- 90 гвардейский отдельный истребительно-противотанковый дивизион,
- 94 зенитная артиллерийская батарея (до 20.4.43 г.),
- 86 гвардейская разведывательная рота,
- 95 гвардейский сапёрный батальон ,
- 113 гвардейский отдельный батальон связи,
- 592 (89) медико-санитарный батальон,
- 84 гвардейская отдельная рота химзащиты,
- 741 (88) автотранспортная рота,
- 667 (87) полевая хлебопекарня,
- 693 (81) дивизионный ветеринарный лазарет,
- 134 (1710) полевая почтовая станция,
- 1049 полевая касса Госбанка.

Периоды вхождения в состав Действующей армии:

10 апреля 1943 — 9 мая 1945 г.

## Подчинение
- С мая 1943 года и до конца войны в составе 19-го гвардейского стрелкового Сталинского Сибирского корпуса 10-й гвардейской армии Западного фронта

## Командование
Командиры дивизии:
- Веденин, Андрей Яковлевич (10.04.1943 — 01.08.1943), полковник
- Городовиков, Басан Бадьминович (02.08.1943 — 05.06.1944), полковник, с 16.10.1943 генерал-майор
- Черниченко, Семён Семёнович (06.06.1944 — 09.05.1945), полковник
- Юхимчук, Александр Харитонович (??.06.1945 — ??.02.1946), генерал-майор
- Картавенко, Андрей Маркович (??.02.1946 — ??.10.1946), полковник[6]

Заместители командира дивизии:
- Попов, Константин Степанович (09.10.1943 — 21.08.1944), полковник

249 гв. сп: (до 10.04.1943 был 398 сп 118 сд (2ф))
- Задябин Михаил Дмитриевич (10.04.1943 — 21.06.1943)
- Клочков Иван Маркович (28.04.1943 — 12.06.1943)
- Герасимов Иван Семёнович (13.06.1943 — 16.08.1943), отстранён
- Нестеренко Григорий Яковлевич (16.08.1943 — 15.09.1943), ранен
- Трибушный Николай Иванович (22.09.1943 — 19.10.1943)
- Мальцев Николай Сергеевич (01.10.1943 — 17.10.1944)
- Куликов Пётр Иванович (17.10.1944 — 14.05.1945)
- Демаков Степан Александрович (с 14.05.1945)
- Шаплюк Феодосий Григорьевич (с 21.11.1945)

251 гв. сп:
- Фарафонов Михаил Степанович (10.04.1943 — 09.08.1943), освобождён от должности
- Васильчук Антон Иванович (02.08.1943 — 17.08.1943), отстранён
- Ищенко Вячеслав Михайлович (17.08.1943 — 08.10.1943), погиб 08.10.1943
- Токарев Василий Никитович (05.09.1943 — 31.07.1946) (?)
- Кадомский Пётр Иванович (09.11.1943 — 04.07.1944)
- Тарасов Василий Васильевич (по 20.01.1944)
- Саблин Фёдор Яковлевич (27.06.1944 — 30.09.1944)
- Грищенко Степан Александрович (с 04.07.1944)
- Миронов Василий Тихонович (30.09.1944 — 17.10.1945)
- Пономаренко Илья Степанович (с 17.10.1945)
- Дудченко Илларион Иванович (с 08.06.1946)

253 гв. сп:
- Егоров Михаил Тихонович (с 10.04.1943)
- Киреенков Михаил Климентьевич (28.04.1943 — 20.07.1943)
- Ларец Степан Арсентьевич (20.07.1943 — 16.03.1944), ранен
- Девятов Рахман Арифович (19.10.1943 — 25.10.1943), ранен
- Девятов Рахман Арифович (04.04.1944 — 10.04.1944), погиб 10.04.1944
- Попов Константин Степанович (19.04.1944 — 26.04.1944)
- Мызников Иван Иванович (26.04.1944 — 31.03.1945)
- Логиновский Савелий Осипович (02.03.1945 — 21.05.1945)
- Комаров Михаил Михайлович (15.06.1945 — 18.07.1945)

…
- Комаров Иван Самбатович (с 29.07.1946)

188 гв. ап:
- Лукьянов (11.1943), подполковник
- Сорокин (2.1944), майор
- Грабов (11.1944), подполковник
- Борщ (5.1945), полковник

## Наименования и награды
- Почётное звание «Гвардейская» — присвоено приказом Народного комиссара обороны СССР № 161 от 10 апреля 1943 года за проявленную отвагу в боях за Отечество с немецкими захватчиками, за стойкость, мужество, дисциплину и организованность, за героизм личного состава[7].
- Орден Красного Знамени — награждена указом Президиума Верховного Совета СССР от 9 августа 1944 года за образцовое выполнение заданий командования в боях с немецкими захватчиками, за овладение городами Даугавпилс (Двинск) и Резекне (Режица) и проявленные при этом доблесть и мужество.[8]
- Почётное наименование «Рижская» — присвоено приказом Верховного Главнокомандующего от 13 октября 1944 года за отличие в боях по овладению г. Рига.

## Отличившиеся воины
В годы войны за боевые подвиги государственные награды получили 13662 военнослужащих дивизии (солдаты, сержанты и старшины, офицеры и генералы), в том числе личный состав дивизии был награжден 20 полководческими орденами и 557 орденами Славы I и II степени.

## Память
- На 7-м километре от Риги на Бауском шоссе стоит каменный обелиск с надписью на русском и латышском языках: «С этого рубежа полки 29-й, 30-й, 85-й Гвардейской дивизий пошли на штурм врага и 15 октября 1944 года освободили Задвинье».
- В память о 85-й гвардейской дивизии, сформированной в Шахунье, названа одна из улиц города.